# Grainville
Grainville település Franciaországban, Eure megyében. Lakosainak száma 548 fő (2018. január 1.). Grainville Bacqueville, Charleval, Fleury-sur-Andelle, Gaillardbois-Cressenville és Radepont községekkel határos.

## Népesség
A település népességének változása:
| Lakosok száma | 578  | 579  | 1012 | 582  | 548  |
|               | 2013 | 2015 | 2016 | 2017 | 2018 |